# Maianthemum gongshanensis
Maianthemum gongshanensis är en sparrisväxtart som först beskrevs av S.Yun Liang, och fick sitt nu gällande namn av Hen Li. Maianthemum gongshanensis ingår i släktet ekorrbärssläktet, och familjen sparrisväxter. Inga underarter finns listade i Catalogue of Life.